# Petrovice u Karviné
Petrovice u Karviné es una localidad del distrito de Karviná en la región de Moravia-Silesia, República Checa, con una población estimada a principio del año 2018 de 5410 habitantes. 
Se encuentra ubicada al noreste de la región y del país, a poca distancia al este del nacimiento del río Óder, y cerca de la frontera con Polonia.